# Pavonia transvaalensis
Pavonia transvaalensis är en malvaväxtart som först beskrevs av Oskar Eberhard Ulbrich, och fick sitt nu gällande namn av Adrianus Dirk Jacob Meeuse. Pavonia transvaalensis ingår i släktet påfågelsmalvor, och familjen malvaväxter. Inga underarter finns listade i Catalogue of Life.